# Serenada
Serenada (od tal. "serenata" koja dolazi od lat. "serenus") je pojam kojim se u povijesti glazbe označava prigodna vokalno-instrumentalna glazba. Alegorijskog je sadržaja. Izvodi ju se na otvorenom prostoru, uglavnom scenski.  
Serenadom također označavamo pjesmu koju se u starim vremenima obično pjevalo pod prozorom omiljene djevojke, pa se zato serenada naziva i podoknica. Serenadom nazivamo i glazbeno djelo koje pokazuje značajke takve pjesme.